# 宜珙铁路
宜珙铁路，位于四川省宜宾市南部。自内六线翠屏站（原宜宾站）出岔，向南延伸，经高县境内，到珙县珙泉镇。全长66公里，共有车站10个。为运煤支线。 

## 线路
宜宾金沙江铁路大桥，有两个桥墩、两个桥台，三跨。铁道部大桥工程局设计施工。大桥全长1053.5m ，三跨分别为112m、176m、112m，连续钢桁梁桥，主桁采用平行弦菱形钢桁架，铆钉连接，桁高20m ，桁宽8m 。该桥采用两岸悬臂拼装，跨中合拢法架设，是国内采用这种方法施工的第一座桥梁。于1968年10月竣工。

## 历史
1966年1月开工，1977年12月通车，1978年3月正式运营。
在2010年春运以前，宜珙铁路每天开行两班往返于宜宾站和巡场站之间的旅客列车。